# Język dżurdżeński
Język dżurdżeński (juc. , /dʒu-ʃiɛn/) – wymarły język tunguski używany przez amurskich Dżurdżenów, współtwórców państwa Anchung (Jin) w XII–XIII w. w północnych Chinach.